# Edward Law, Bá tước thứ 1 xứ Ellenborough
Edward Law, Bá tước thứ 1 xứ Ellenborough (8 tháng 9 năm 1790 - 22 tháng 12 năm 1871) là một quý tộc, chính trị gia và nhà quản lý thuộc địa người Anh. Ông 4 lần được bổ nhiệm làm Chủ tịch Hội đồng Kiểm soát và từ năm 1842 đến 1844, ông được bổ nhiệm làm Toàn quyền Ấn Độ.

## Cuộc sống đầu đời
Ellenborough là con trai cả của Edward Law, Nam tước thứ nhất của Ellenborough, và Anne Towry, con gái của George Towry. Ông được học tại Eton College và St John's College, Cambridge.